# Stazione di Brennero
Stazione di Brennero vasútállomás Olaszországban, Trentino-Alto Adige régióban, Brenner településen.

## Vasútvonalak
Az állomást az alábbi vasútvonalak érintik:
- Brenner-vasútvonal

## Kapcsolódó állomások
A vasútállomáshoz az alábbi állomások vannak a legközelebb: 
- Bahnhof Brennersee (Innsbruck Hauptbahnhof, S3, Brenner-vasútvonal)
- Stazione di Colle Isarco (Stazione di Verona Porta Nuova, Brenner-vasútvonal)
- Brennerbad vasútállomás / Terme del Brennero